# 圣让德利尼耶尔
圣让德利尼耶尔（法語：Saint-Jean-de-Linières，法語發音：[sɛ̃ ʒɑ̃ də linjɛʁ] ⓘ）是法国曼恩-卢瓦尔省的一个旧市镇，位于该省中部，属于昂热区。2019年，圣让德利尼耶尔与市镇圣莱热德布瓦合并为新市镇圣莱热德利尼耶尔。

## 地理
圣让德利尼耶尔（47°27'29"N, 0°39'27"W）面积8.66 平方千米，位于法国卢瓦尔河地区大区曼恩-卢瓦尔省，该省份为法国西部内陆省份，大致对应安茹地区，北起顺时针与马耶讷省、萨尔特省、安德尔-卢瓦尔省、维埃纳省、德塞夫勒省、旺代省、大西洋卢瓦尔省和伊勒-维莱讷省接壤。
与圣让德利尼耶尔接壤的市镇（或旧市镇、城区）包括：圣莱热德布瓦、博库泽、布什曼恩、圣朗贝尔拉波特里、萨沃尼耶尔、圣马丹迪富尤。

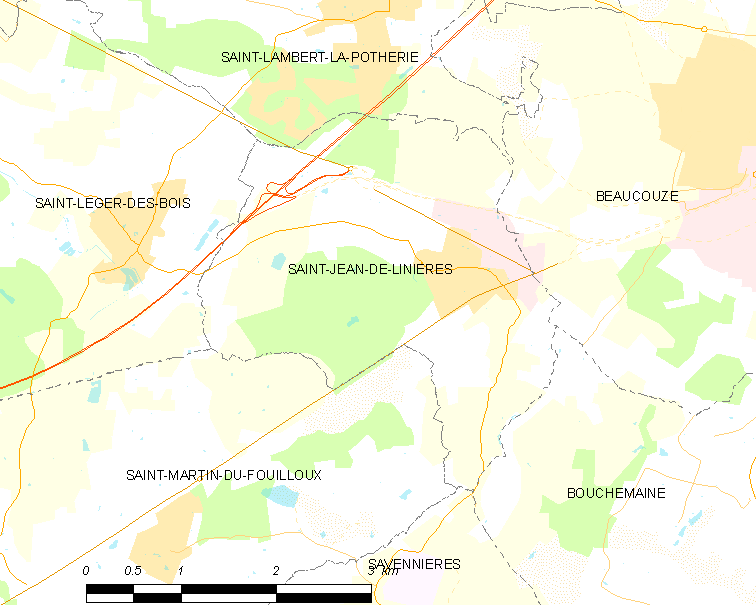
圣让德利尼耶尔的OSM定位图

圣让德利尼耶尔的时区为UTC+01:00、UTC+02:00（夏令时）。

## 行政
圣让德利尼耶尔的邮政编码为49070，INSEE市镇编码为49289。

## 政治
圣让德利尼耶尔所属的省级选区为昂热第三县。

## 人口

1962-2008年间圣让德利尼耶尔人口变化图示

圣让德利尼耶尔于2018年1月1日时的人口数量为1803人。